# Periscepsia prunicia
Periscepsia prunicia là một loài ruồi trong họ Tachinidae.